# باشگاه فوتبال میپا
باشگاه فوتبال میپا (فنلاندی: MYPA) یک باشگاه فوتبال فنلاندی است که در کوولا پایه‌گذاری شده است.